# Gene Gammage
Gene Gammage (* 30. Januar 1931 in Atlanta, Georgia als Eugene Sheldon Gammage) ist ein US-amerikanischer Jazzschlagzeuger des Modern Jazz.
Gene Gammage begann 1952 seine Karriere als professioneller Musiker, zog nach Los Angeles und spielte dort 1953 mit Teddy Charles, 1955 mit Hampton Hawes, 1955 zeitweise mit André Previn und 1956 mit Barney Kessel. 1956 arbeitete er in Las Vegas bei Oscar Peterson, der ihn auch für eine Schallplattenaufnahme heranzog. Weiterhin war er an Aufnahmen von Beverly Kelly/Pat Moran, Herb Geller, Pat Moran, Johnny Hartman/Andrew Hill, Shirley Horn, Webster Young, Bobby Short und Jack Sheldon beteiligt.

## Auswahldiskographie
- Oscar Peterson: My Fair Lady (Verve)